# Pernilla Wiberg
Pernilla Wiberg (Norrköping, 15. listopada 1970.) je bivša švedska alpska skijašica. Vlasnica je dva olimpijska zlata i jednog olimpijskog srebra. Ima još i šest medalja sa svjetskih prvenstava, od kojih četiri naslova prvakinje. Ima 23 pobjede u Svjetskom kupu, četiri mala kristalna globusa i jedan veliki kristalni globus. Izabrana je za članicu Međunarodnog olimpijskog odbora 2002. godine.

## Pobjede u Svjetskom kupu
| Datum              | Skijalište         | Disciplina  |
| ------------------ | ------------------ | ----------- |
| 6. siječnja 1991.  | Bad Kleinkirchheim | Slalom      |
| 10. ožujka 1991.   | Lake Louise        | Veleslalom  |
| 23. ožujka 1991.   | Waterville Valley  | Slalom      |
| 28. veljače 1992.  | Narvik             | Veleslalom  |
| 6. prosinca 1992.  | Steamboat Springs  | Slalom      |
| 12. prosinca 1993. | Veysonnaz          | Slalom      |
| 6. siječnja 1994.  | Morzine            | Slalom      |
| 15. siječnja 1994. | Cortina d'Ampezzo  | Super G     |
| 6. veljače 1994.   | Sierra Nevada      | Kombinacija |
| 12. ožujka 1995.   | Lanzerheide        | Slalom      |
| 12. ožujka 1995.   | Lanzerheide        | Kombinacija |
| 26. studenog 1995. | Vail               | Slalom      |
| 22. prosinca 1995. | Veysonnaz          | Slalom      |
| 29. prosinca 1995. | Semmering          | Slalom      |
| 1. prosinca 1996.  | Lake Louise        | Super G     |
| 28. prosinca 1996. | Semmering          | Slalom      |
| 4. siječnja 1997.  | Maribor            | Slalom      |
| 10. siječnja 1997. | Bad Kleinkirchheim | Super G     |
| 19. siječnja 1997. | Zwiesel            | Slalom      |
| 2. veljače 1997.   | Laax               | Kombinacija |
| 9. ožujka 1997.    | Mammoth Mountain   | Slalom      |
| 3. siječnja 1999.  | Maribor            | Slalom      |
| 18. prosinca 1999. | St. Moritz         | Spust       |

## Vanjske poveznice
- Službena Web stranica  Arhivirana inačica izvorne stranice od 20. listopada 2004. (Wayback Machine)